# Stichonodon insignis
Stichonodon insignis is een straalvinnige vissensoort uit de familie van de karperzalmen (Characidae). De wetenschappelijke naam van de soort is voor het eerst geldig gepubliceerd in 1876 door Franz Steindachner. Hij gaf aan de soort de naam Lütkenia insignis en deelde ze in het nieuwe geslacht Lütkenia in. De soort komt voor in het Amazonebekken.